# مؤمنون
سورهٔ مؤمنون سورهٔ ۲۳ام از قرآن است و ۱۱۸ آیه دارد. همانند نام سوره، بخش مهمی از سوره به بیان اوصاف مؤمنان اختصاص دارد و سپس همانند دیگر سوره‌های مکی، به بیان اعتقادات اساسی اسلام می‌پردازد. علاوه بر مطالبی در مورد خداشناسی، سوره مطالبی در مورد داستان‌های پیامبران نیز دارد. به دلیل وجود آیاتی در مورد زکات، برخی مفسران نوشته‌اند که این آیات مدنی هستند.